# أندرو هارت
أندرو هارت (بالإنجليزية: Andrew Hart)‏ هو لاعب دوري الرغبي أسترالي، ولد في 9 مارس 1976 في نيوساوث ويلز في أستراليا.